# Партія за справедливість, інтеграцію та єдність
Партія за справедливість, інтеграцію та єдність (алб. Partia Drejtësi, Integrim dhe Unitet, PDIU) — націоналістична політична партія в Албанії. Основною її метою є просування національних питань, підтримка албанців Косово, Македонії, Чорногорії, Прешевської долини і чамів. Створена шляхом об'єднання двох партій у 2011 році.